# Arthur Phillip
Arthur Phillip (Londres, 11 de outubro de 1738 - Bath, 31 de agosto de 1814) foi um oficial da Marinha Real que se tornou o governador fundador da Colônia de Nova Gales do Sul, na Austrália.
Phillip foi educado na Escola Hospitalar de Greenwich entre junho de 1751 a dezembro de 1753. Depois, se tornou um aprendiz no baleeiro Fortune. Depois, por causa do início da Guerra dos Sete Anos, se alistou na Marinha Real Britânica como capitão servo de Michael Everitt, no HMS Buckingham. Ambos também serviram juntos no HMS Union e no HMS Stirling Castle. Phillip foi promovido a tenente em 7 de junho de 1761, antes de se aposentar no fim da guerra, em 25 de abril de 1763. Entrou na comissão de serviço da Marinha Portuguesa em 1774, onde lutou na guerra contra a Espanha. Voltou a servir a Marinha Real Britânica em 1778, e em 1782 comandou o HMS Europa, com a missão de atacar colônias espanholas na América do Sul, mas um armistício foi assinado antes de chegar ao seu destino. Em 1784, Phillip foi contratado pelo governo, sob as ordens do secretário Evan Nepean, para examinar as defesas dos franceses na Europa.
Em 1786, Phillip foi nomeado por Lorde Sydney como comandante da Primeira Frota, cujos passageiros dos 11 navios deveriam criar uma colônia penal e assentamentos em Botany Bay, Nova Gales do Sul. Na chegada, Phillip considerou o local impróprio para uma colônia e foi atrás de um lugar mais habitável, quando chegou em Port Jackson, localizado aonde hoje está Sydney, Austrália. Ele foi apontado como governador, e percebeu que precisaria criar uma administração civil e um sistema de emancipação para os prisioneiros. Porém, seu plano de trazer pessoas especializadas na Primeira Frota foi rejeitado. Por isso, sofreu inúmeros problemas envolvendo trabalho, disciplina e suprimentos. Phillip queria ter relações amigáveis com as populações indígenas, pois acreditava que todos os membros da colônia eram cidadãos britânicos, portanto protegidos pela Lei. Eventualmente, as diferenças culturais entre os dois grupos resultaram em conflitos. A chegada das Segunda e Terceira Frota botaram ainda mais pressão nos suprimentos, que já eram escassos. Quando Phillip voltou para casa, a colônia já estava em formação, com um sistema de distribuição de terras oficial, cultivo sistêmico e suprimento de água.
No dia 11 de dezembro de 1792, Phillip voltou para a Grã-Bretanha para receber tratamento médico por causa de pedras no rim. Ele queria voltar para a Austrália, mas os médicos recomendaram que ele renunciasse. Ele se recuperou e voltou à marinha em 1796, onde comandou uma série de navios, até que se tornou o comandante das Cercas Marítimas de Hampshire. Se retirou da atividade naval em 1805. Passou seus últimos dias em Bath, Somerset, quando morreu em 31 de agosto de 1814. Por ter sido o governador de Nova Gales do Sul, diversas localidades da Austrália têm o seu nome, como a Baía de Port Phillip, as Ilhas Phillip, a rua Phillip, em Sydney, o subúrbio de Phillip, em Camberra, a Torre Governador Phillip, além de diversas outras ruas, parques e escolas.

## Formação
Arthur Phillip nasceu em 11 de outubro de 1738, na Paróquia de All Hallows, Bread Street, Londres. Seu pai era Jacob Phillip, um imigrante de Frankfurt, que, de acordo com diversas fontes, foi um professor de línguas, dono de uma embarcação mercante, capitão mercante ou um marinheiro comum. Sua mãe, Elizabeth Breach, era a viúva de um marinheiro chamado John Herbert, que morreu de uma doença que contraiu na Jamaica a bordo do HMS Tartar em 13 de agosto de 1732. Quando Arthur Phillip nasceu, sua família vivia uma vida modesta como inquilinos perto de Cheapside, na Cidade de Londres.
Não há registros sobreviventes da infância de Phillip. Seu pai, Jacob, morreu em 1739, e sua família passou a ser de baixa renda. Arthur foi para o mar em uma embarcação bretã aos nove anos. Em 22 de junho de 1751, foi aceito na Escola Hospitalar de Greenwich, uma escola de caridade para os filhos de homens do mar indigentes. De acordo com o currículo da escola, sua educação foi focada em alfabetização, aritmética, e navegação, incluindo cartografia. Seu diretor, o Reverendo Francis Swinden, escreveu que sua personalidade era "modesta, razoável, profissional ao menor grau em tudo o que faz".
Phillip permaneceu na Escola Hospitalar de Greenwich por dois anos e meio, mais do que a média de um ano.  No fim de 1753, foi contratado como aprendiz por sete anos no Fortune, um baleeiro de 210 toneladas comandado pelo marinheiro mercante William Readhead. Phillip deixou a escola no dia 1 de dezembro e passou alguns meses a bordo do navio, esperando a temporada de caça às baleias de 1754 começasse.
Quadros da época retratam Phillip como mais baixo do que a média, com tez azeitonada e olhos escuros. De acordo com a descrição de Robert Hughes, seu nariz comprido e lábio inferior pronunciado dominavam seu "crânio liso como uma pera".

## Carreira

### Expedições como baleeiro e mercante
Em abril de 1754, a Fortune foi caçar baleias em Svalbard, no mar de Barents. Como aprendiz, entre as responsabilidades de Phillip estava retirar a gordura da carcaça da baleia e coletá-la em barris. A comida era escassa, e os 30 marinheiros incrementavam sua dieta com ovos, grama de escorbuto e, quando possível, renas. O navio voltou para a Grã-Bretanha em 20 de julho de 1754. A tripulação foi paga e reposta por doze marinheiros que viajariam no inverno pelo Mediterrâneo. Phillip permaneceu a bordo da Fortune e foi a uma viagem mercantil para Barcelona e Livorno, carregando sal e passas, e voltou por Roterdão carregando grãos e cidra. O navio voltou a Grã-Bretanha em abril de 1755 e partiu imediatamente para Svalbard para a temporada de caça daquele ano. Phillip ainda fazia parte da tripulação, mas abandonou seu posto de aprendiz quando o navio voltou em 27 de julho.

### Marinha Real Britânica e a Guerra dos Sete Anos

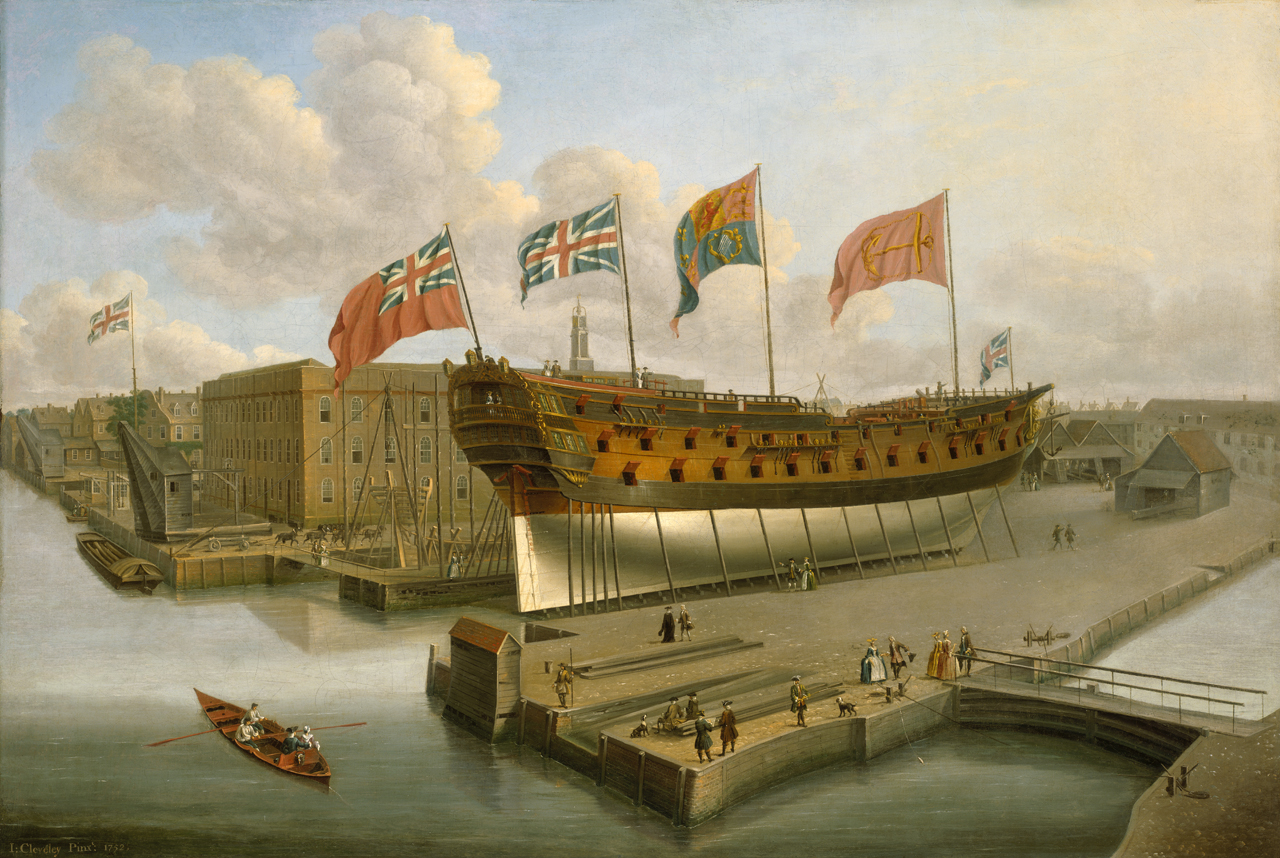
HMS Buckingham, o primeiro navio que Phillip serviu quando entrou para a Marinha em 1755. A pintura retrata o navio nas docas de Deptford, em 1751. Foi pintada por John Cleveley the Elder, e se encontra no Museu Marítimo Nacional, Londres.

Em 16 de outubro de 1755, Phillip se alistou na Marinha Real Britânica como servo de capitão a bordo do HMS Buckingham, comandado pelo primo de sua mãe, Capitão Michael Everitt. Ele serviu em águas inglesas até se juntar à frota do Mediterrâneo do Almirante John Byng. O Buckingham estava sob o comando do Contra-Almirante Temple West na Batalha de Minorca em 1756.
Em 1 de agosto de 1757, Phillip e Everett se alistaram no navio com 90 armas HMS Union, que participou da Invasão de St. Marlo nos dias 5 a 12 de junho de 1758. No dia 28 de dezembro de 1758, Phillip e Everett se alistaram no HMS Stirling Castle, que foi para as Índias Ocidentais para participar no Cerco de Havana. No dia 7 de junho de 1761, Phillip ganhou a patente de tenente por reconhecimento aos seus serviços. Com a chegada da paz em 25 de abril de 1763, ele se aposentou, recebendo metade de seus soldos.

### Aposentadoria e a Marinha Portuguesa
Em julho de 1763, Phillip casou-se com Margaret Charlotte Denison (Originalmente, Tibbott), conhecida como Charlott, uma viúva 16 anos mais velha do que ele, e se mudou para Glasshayes, Lyndhurst, Hampshire, onde estabeleceu uma fazenda. Em 1778, com a Bretanha em guerra novamente, Phillip foi chamado novamente para o serviço a Marinha Real Britânica e em 9 de outubro foi nomeado primeiro-tenente do HMS Alexander, com 74 canhões, como parte da frota do Canal.
Em 1774, serviu a Marinha Portuguesa como capitão de mar e guerra por comissão de serviço, na Guerra hispano-portuguesa. Durante seus serviços, Phillip comandou a Nossa Senhora do Pilar, uma fragata de 26 canhões. Ele levou o destacamento de tropas do Rio de Janeiro até a Colônia do Sacramento, no Rio da Prata (Oposto a Buenos Aires), para auxiliar a guarnição. Ele também levou uma remessa de condenados para trabalhar na Colônia. Após uma tempestade no meio da viagem, os condenados foram postos para trabalhar no navio, e chegando em Colônia, Phillip recomendou que eles fossem recompensados pelos serviços com uma redução de pena Uma versão reduzida desta proposta foi publicada na imprensa inglesa em 1786, quando Phillip foi nomeado para liderar a expedição para Sydney. Em 19 de abril de 1777, Phillip foi importante na captura do navio espanhol San Augustín, na costa de Santa Catarina. A Marinha de Portugal a rebatizou para Santo Agostinho, sob o comando de Phillip. A captura foi noticiada nos jornais ingleses:
| “ | Madri, 28 ago. Cartas de Lisboa trazem o seguinte do Rio de Janeiro: Que o Santo Agostinho, de 70 canhões, se separou do esquadrão do S. Casa Tilly, foi atacado por dois navios portugueses e se defenderam por um dia e uma noite, mas no dia seguinte, foi cercado pela frota portuguesa e foi obrigado a se render. | ” |

### Recomissionamento para a Marinha Real Britânica
“[Phillip] é um comandante de educação e princípio, ele ouve a razão, ou não ouve, quando ele cai em um exagerado e insuportável excesso de temperamento ... ele é muito bem-arrumado; é um comandante de grande valor e muito bravo; e não é bajulador, fala o que pensa, mas sem temperamento, vontade ou respeito.”

— Correspondência de Luís de Almeida Portugal, 2° Marquês do Lavradio, Vice-Rei do Brasil, 1778.
Em 1778, com a Bretanha em guerra novamente, Phillip foi chamado para o serviço a Marinha Real Britânica e em 9 de outubro foi nomeado primeiro-tenente do HMS Alexander, com 74 canhões, como parte da frota do Canal. Foi promovido a comandante em 2 de setembro de 1779, onde lhe foi dado o comando do brulote HMS Basilisk. Com a entrada da Espanha no conflito, Phillip participou de diversas reuniões com o Primeiro Lorde do Almirantado Conde de Sandwich, e compartilhou seus mapas e conhecimentos sobre a costa sul-americana.
No dia 30 de novembro de 1781, Phillip foi promovido e lhe foi dado o comando do HMS Ariadne, de 20 canhões. O navio foi enviado para o rio Elba para escoltar um navio de transporte contendo tropas hanoverianas, que chegaram no porto de Cuxhaven no dia 28 de dezembro, mas o estuário congelou, prendendo o navio no porto. Em março de 1782, Phillip chegou na Grã-Bretanha com as tropas. Nos meses seguintes, Ariadne ganhou um novo tenente, Philip Gidley King, que foi acolhido por Phillip. Eles patrulhavam o Canal, quando em 30 de junho, capturaram a fragrata francesa Le Robecq.
Com a mudança de governo em 27 de março de 1782, Sandwich se aposentou do almirantado e o Conde de Shelburne substituiu Lorde Germain como Secretário de Estado de Assuntos Internos e Americanos, e em outra mudança de governo em 10 de julho de 1782, Thomas Townshend o substituiu, assumindo a responsabilidade de organizar a expedição contra a América Espanhola. Assim como Sandwich e Germain, ele também confiava em Phillip para aconselhamento estratégico. O plano era que três navios da linha e a fragata bombardeassem Buenos Aires e Montevidéu, saquear as costas do Chile, Peru e México, e cruzassem o Pacífico para se juntar ao esquadrão da Marinha Britânica da Índia do Leste para então atacar Manila. No dia 27 de dezembro de 1782, Phillip passou a comandar o HMS Europa, com 64 canhões. A expedição, que era formada pelo HMS Grafton, 70 canhões, HMS Elizabeth, 74 canhões, Europa, e HMS Iphigenia, 32 canhões, partiu em 16 de janeiro de 1783 sob o comando do Comodoro Robert Kingsmill. Pouco depois da partida, um armistício findou a guerra entre a Grã-Bretanha e a Espanha. Phillip descobriu sobre o armistício em abril, quando consertava o navio após uma tempestade no Rio de Janeiro. Na cidade, Phillip escreveu como estava decepcionado com o fim da Guerra de Independência dos Estados Unidos por ter roubado a oportunidade da glória naval na América do Sul.

### Espionagem na Europa
Depois de voltar a Grã-Bretanha em 1784, Phillip se manteve próximo de Townshend, agora Lorde Sydney, e o Subsecretário de Assuntos Internos Evan Nepean. De outubro de 1784 a setembro de 1786, Nepean, que comandava o Serviço Secreto sobre os Bourbon, França e Espanha, o contratou para espionar os arsenais navais franceses no Toulon e outros portos. Havia o temor de que a Bretanha entraria em guerra por causa da Revolução Batava na Holanda.

## Serviço Colonial
Lorde Sandwich e o membro da Sociedade Real S. Joseph Banks, o cientista que acompanhou o tenente James Cook em sua viagem de 1770, advogavam a favor do estabelecimento de uma colônia em Botany Bay, Nova Gales do Sul. Em julho de 1783, Banks aceitou a oferta de ajuda do lealista James Matra. Sob a orientação de Banks, Matra rapidamente produziu a Proposta para Estabelecer uma Colônia em Nova Gales do Sul (24 de agosto de 1783), com uma série de argumentos para que os colonos fossem lealistas americanos, chineses e ilhéus do Mar do Sul (mas não prisioneiros). Thomas Townshend, o Lorde Sydney, sendo Secretário de Estado para Assuntos Internos e ministro interino, decidiu oficialmente propor uma colônia na Austrália. A decisão foi tomada por dois motivos: por ser uma opção para transportar os criminosos da América do Norte após a Revolução Americana e pela necessidade de uma base no Pacífico para resistir a expansão francesa.
Em setembro de 1786, Phillip foi nomeado comodoro da como ficou conhecida Primeira Frota. Sua missão era transportar prisioneiros e soldados para estabelecer uma colônia em Botany Bay. Na chegada, Phillip deveria assumir as posições de capitão-general e de governador. Uma segunda colônia deveria ser estabelecida na Ilha Norfolk por recomendação de S. John Call e S. George Young, para utilizar o linho nativo (harakeke) e a madeira para motivos navais.

### Viagem para a Colônia de Nova Gales do Sul
Em 25 de outubro de 1786, o navio de 20 canhões HMS Sirius, que estava no porto de Deptford, foi comissionada sob o comando de Phillip. O HMS Supply, sob o comando do tenente Henry Lidgbird Ball, também foi comissionado para se juntar a expedição. Em 15 de dezembro, o capitão John Hunter foi nomeado como segundo capitão da Sirius, que assumiria o comando assim que Phillip assumisse o cargo de governador da nova colônia.
Phillip sofreu dificuldades na montagem da frota, que precisaria navegar por oito meses antes de chegar na colônia. Ele não sabia o que encontraria quando chegasse na Austrália, e precisava suprir todas as necessidades de uma colônia. Havia pouco dinheiro para equipar a expedição. Phillip sugeriu que fossem inclusas pessoas com experiência em agricultura, construção e outras habilidades, mas a sugestão foi negada pelo Ministério do Interior. A maior parte dos 772 prisioneiros eram ladrões vindos dos bairros pobres de Londres. Um contingente de Fuzileiros Navais e outros burocratas que ajudariam na gestão da colônia acompanharam na viagem.
A frota de 11 navios e cerca de 1.500 pessoas sob o comando de Phillip saiu de Portsmouth, Inglaterra, em 13 de maio de 1787. O HMS Hyaena escortou a frota nas águas britânicas. Em 3 de julho de 1787, a frota ancorou em Santa Cruz de Tenerife. Em 10 de junho, navegaram pelo Oceano Atlântico até o Rio de Janeiro, ganhando propulção pelos alísios e corrente marítimas. A frota alcançou o Rio de Janeiro em 5 de agosto, onde ficou por um mês para reabastecimento. A frota partiu em 4 de setembro para alcançar a Baía da Mesa, na África do Sul, antes da chegada dos ventos do oeste, o que ocorreu em 13 de outubro. Esta foi a última parada antes de Botany Bay. Em 25 de novembro, Phillip se transferiu da Sirius para a Supply, e navegou a frente do resto da frota para preparar terreno. Porém, este "Esquadrão Voador", como Frost chamou, alcançou Botany Bay apenas horas antes do resto da frota, então não foi possível realizar nenhum trabalho preparatório. Supply alcançou Botany Bay em 18 de janeiro de 1788. Os três navios mais rápidos que estavam a frente do grupo chegaram em 19 de janeiro, e os navios mais lentos, como a Sirius, chegaram no dia 20.

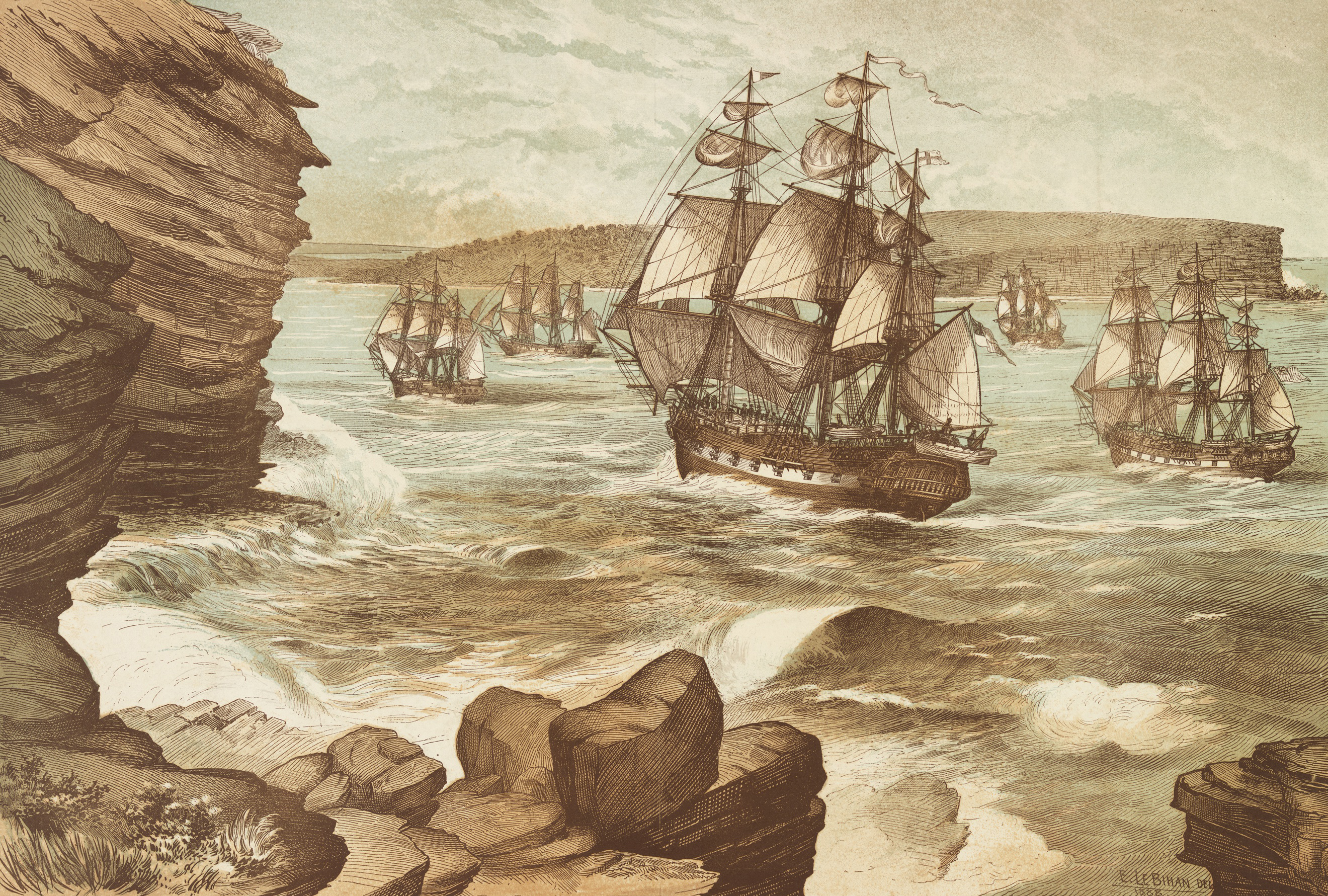
A chegada da Primeira Frota em Port Jackson em 1788.

Logo, Phillip decidiu que o local onde atracaram, que foi escolhido por recomendação de Sr. Joseph Banks, que acompanhou a viagem de James Cook em 1770, não era apropriado, já que o solo era pobre e não havia local para ancoragem e uma fonte de água confiável. Cook era um explorador e Banks foi ao local por interesse científico, já a visão de Phillip veio da, como escrito por Tyrrell, "sua custódia de mais de mil convictos", dos quais ele era responsável. Depois de explorar um pouco, Phillip decidiu ir em direção de Port Jackson, e em 26 de janeiro eles alcançaram uma baía, que Phillip nomeou em homenagem ao Lorde Sydney. O Dia da Austrália é comemorado nesta data. O governador Phillip declarou formalmente a criação da colônia em 7 de fevereiro de 1788. A Cova de Sydney fornecia um suprimento fresco de água, que Phillip descreveu como sendo "sem exceção, o melhor porto do planeta terra [...] Aqui, mil navios em uma linha perfeita poderiam navegar em perfeita segurança".

### Estabelecimento da colônia

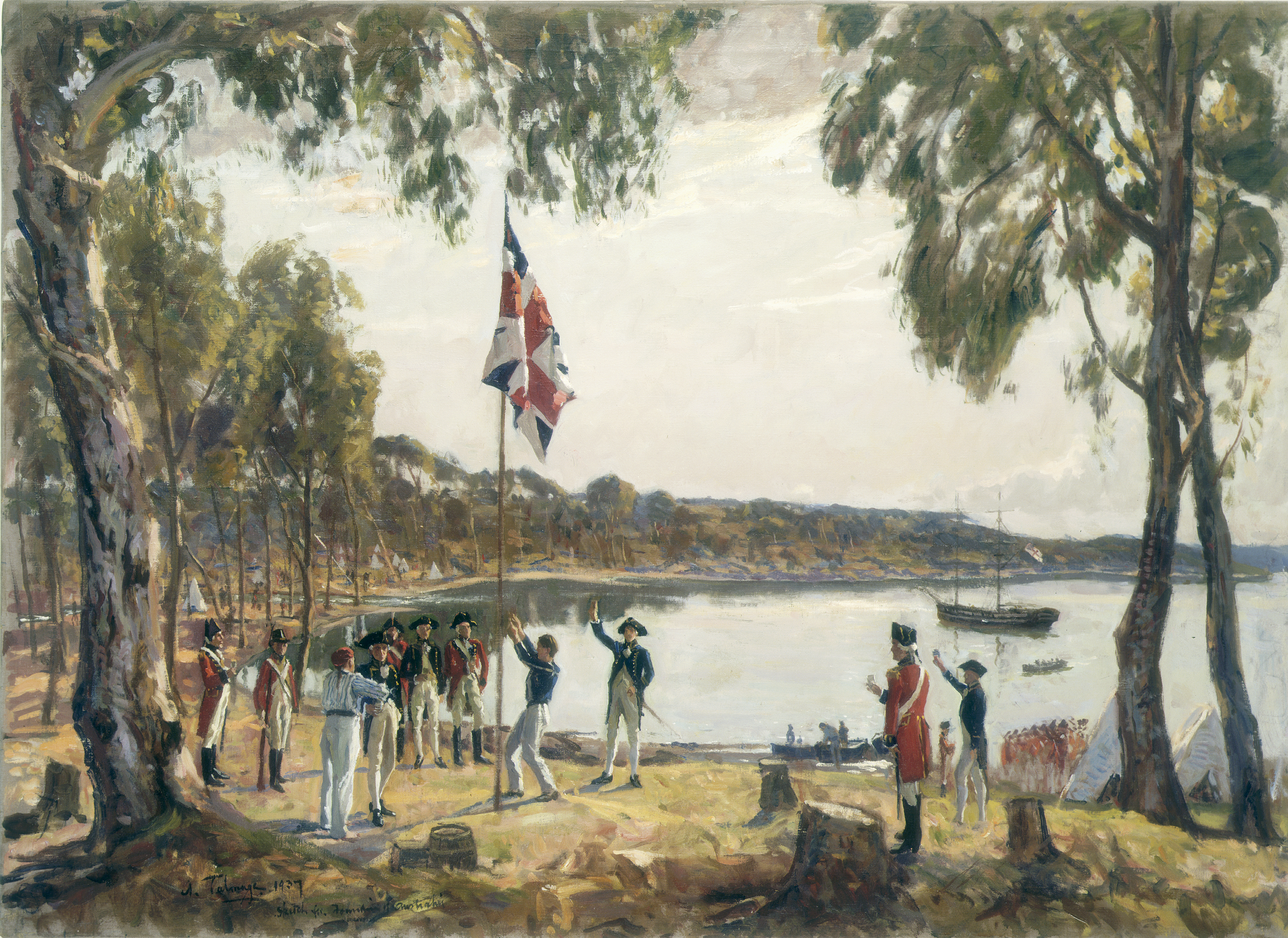
A Fundação da Austrália pelo Cap. Arthur Phillip R.N., Enseada de Sydney, 26 de janeiro de 1788. Pintura por Algernon Talmage, 1937.

Em 26 de janeiro, a bandeira do Reino Unido foi hasteada e a posse da terra foi tomada em nome do rei Jorge III. No dia seguinte, os marinheiros da Sirius, um grupo de Fuzileiros Navais e alguns homens condenados desembarcaram para cortar lenha e limpar o terreno para a montagem de tendas. O restante dos condenados desembarcaram nos dias seguintes. O próprio Phillip foi quem estruturou o ordenamento do acampamento. Sua tenda como governador e a de seus assessores foram postas no lado leste do riacho Tanque, enquanto a do resto da tripulação ficava no lado oeste. Durante este período, foi priorizada a construção de armazéns permanentes para as provisões da colônia. Em 29 de janeiro, foi construida a casa portátil do governador, e o gado desembarcou no dia seguinte. As mulheres condenadas desembarcaram em 6 de fevereiro. O terreno para as mulheres ficava ao norte da casa do governador e era separado do terreno dos homens pelas casas do capelão Richard Johnson e o Juiz Advogado Capitão da Marinha David Collins. Em 7 de fevereiro de 1788, o governo de Phillip foi formalmente inaugurado.
Em 15 de fevereiro de 1788, Phillip enviou o tenente Philip Gidley King com um grupo de 23 pessoas, incluindo 15 condenados, para estabelecer uma colônia na Ilha Norfolk. A decisão foi tomada parcialmente como um presságio de que o Reino Unido perderia a ilha para a França, e também para estabelecer uma fonte de alimentos alternativa para a colônia em Sydney.

### Governador de Nova Gales do Sul
Quando Phillip foi apontado como governador-designado da nova colônia e começou a se preparar para a expedição, ele pediu que os condenados que seriam enviados passassem por um treinamento, mas apenas doze carpinteiros e alguns homens que sabiam alguma coisa sobre agricultura foram enviados. Os marinheiros que possuiam habilidades técnicas e de construção tornaram-se comandantes imediatamente. Por causa do isolamento da colônia, demorou dois anos até que os pedidos de provisão de Phillip fossem respondidos por seus superiores em Londres.[carece de fontes?]
Phillip estabeleceu uma administração civil, com cortes que abrangiam todos os colonos. Dois dos condenados, Henry e Susannah Kable, tentaram processar Duncan Sinclair, capitão do Alexander, por roubar suas posses durante a viagem. Sinclair, acreditando que assim como na Bretanha, os prisioneiros não tinham direitos, afirmou que jamais poderia ser processado. Apesar disso, a corte julgou a favor dos condenados, ordenando o capitão a restitui-los por suas posses.
Phillip escreveu um memorando detalhado sobre seus planos para a nova colônia. Em um dos parágrafos, ele escreveu: "As leis deste país [Inglaterra] vão, é claro, ser introduzidas em [Nova] Gales do Sul, e há uma coisa que quero que aconteça assim que a terra for tomada pelas forças de Vossa Majestade: Não deve haver escravidão em uma terra livre, e por consequência não deve haver escravos". Mesmo assim, Phillip acreditava na disciplina severa; açoites e acorrentamentos eram comuns, mas Phillip comutou muitas das sentenças de morte. Os suprimentos da colônia eram divididos igualmente entre os condenados, marinheiros e fuzileiros navais, e as mulheres recebiam dois terços das rações dos homens. Ao fim de fevereiro, seis condenados foram levados a corte criminal por terem roubado suprimentos, e eles foram condenados a morte. O líder, Thomas Barrett, foi enforcado no mesmo dia, e os outros receberam indulto. Eles foram banidos para uma ilha com apenas pão e água.
O governador também expandiu o conhecimento da colônia sobre o terreno local. Dois marinheiros do Sirius, o capitão John Hunter e o tenente William Bradley, conduziram um levantamento na Cova de Sydney. Mais tarde, Phillip se juntou a eles em uma expedição de levantamento em Broken Bay.
Depois de alguns meses, os navios da frota partiram, com o Sirius e Supply ficando na colônia sob o comando do governador. Eles foram usados em levantamentos e mapeamento da costa e outras hidrovias australianas. Houve uma epidemia de escorbuto, e Sirius saiu de Port Jackson para a Cidade do Cabo sob o comando de Hunter em outubro de 1788 em busca de suprimentos. A viagem, que completou a circumnavegação, retornou para a Cova de Sydney em abril, bem a tempo de salvar a colônia da escassez de alimentos.

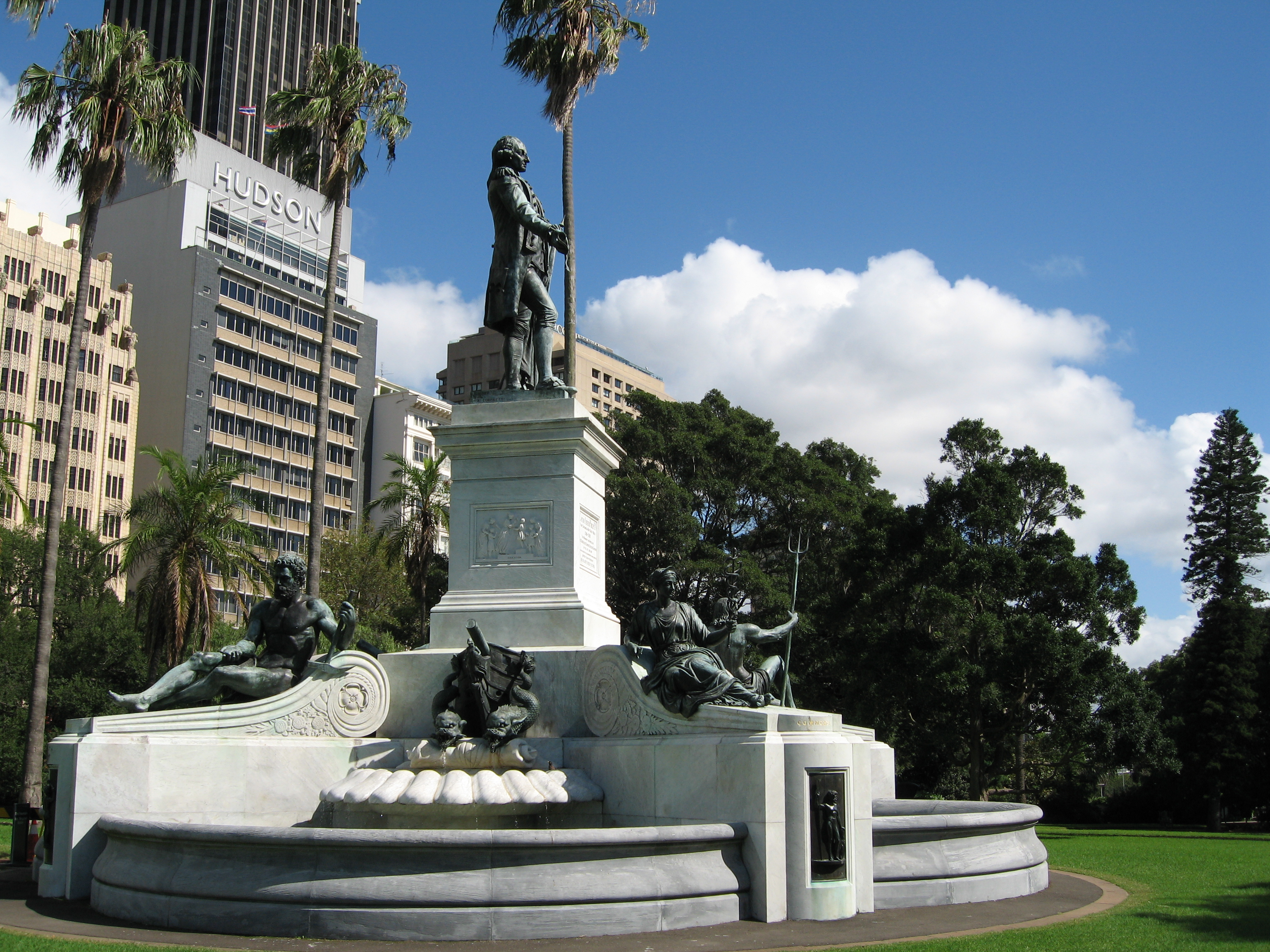
Estátua de Arthur Phillip no Jardim Botânico Real, Sydney.

Phillip apontou o servo Henry Edward Dodd como superintendente da fazenda na Cova da Fazenda, onde ele foi bem-sucedido em cultivar as primeiras safras. Mais tarde, a fazenda foi movida para Rose Hill, onde o solo era melhor. Após a morte de Dodds em 1791, James Ruse, um dos presos, foi apontado como seu substituto. Ele recebeu a primeira sesmaria da Austrália quando subiu ao posto.
Em junho de 1790, mais condenados chegaram na Segunda Frota, mas o HMS Guardian, que levava os suprimentos, tornou-se inoperável após colidir com um iceberg, fazendo com que a colônia passasse por outro período de escassez. Supply, o único navio sob comando colonial após o naufrágio de Sirius em 19 de março de 1790 ao tentar desembarcar homens e suprimentos na Ilha Norfolk, foi enviado para a Batavia para buscar suprimentos.
Ao fim de 1792, Phillip, que já estava sofrendo problemas de saúde, abdicou do cargo e foi substituido pelo major Francis Grose, o tenente-governador e comandante do Corpo de Nova Gales do Sul. Em 11 de dezembro de 1792, Phillip partiu para a Bretanha a bordo do Atlantic, que havia chegado com os criminosos da Terceira Frota. Ele planejou retornar para Port Jackson quando sua saúde voltasse, mas a opinião médica o compeliu a resignar formalmente em 23 de julho de 1793.

### Militares na colônia
A maior dificuldade para manter a ordem e harmonia na colônia não vinha dos condenados, mas dos oficiais do Corpo de Fuzileiros Navais de Nova Gales do Sul. Como comandante-chefe, Phillip era o líder de todas as forças navais e de fuzileiros. As forças navais o obedeciam prontamente, mas isto não era a tradição entre os fuzileiros. O Major Robert Ross e seus subordinados (exceto poucas pessoas, como David Collins, Watkin Tench e William Dawes) se recusavam a fazer qualquer coisa que não fosse o serviço de guarda, pois argumentavam que não eram carcereiros, surpevisores ou policiais.
Quatro esquadrões de fuzileiros, consistindo de 160 soldados e 52 oficiais e suboficiais, desembarcaram com a Primeira Frota em Botany bay. Além deles, havia 34 oficiais e outros homens servindo como Fuzileiros Complementares dos navios Sirius e Supply, totalizando 246 pessoas.
Ross encorajava que seus subordinados brigassem com Phillip, participava ativamente de algumas das brigas e reclamava do governador para o governo inglês. O temperamento de Phillip era mais plácido e tolerante, e ele apoiava o interesse da comunidade como um todo de evitar conflitos entre os civis e militares. Embora firme em sua atitude, ele tentou aplacar Ross, mas com pouco efeito. O problema foi resolvido quando em 5 de março de 1970, Phillip substituiu um dos comandantes da Ilha Norfolk por Ross.
Começando com os guardas que chegaram nas Segunda e Terceira Frotas, mas tendo início oficial com a chegada do HMS Gorgon em 22 de setembro de 1791, Os Fuzileiros Navais de Nova Gales do Sul ganharam apoio de um novo regimento britânico, o Corpo de Nova Gales do Sul. Em 18 de dezembro de 1971, Gorgon partiu de Port Jackson, levando boa parte dos fuzileiros navais ainda em serviço. Os fuzileiros restantes ficaram sob comando de George Johnston, antigo ajudante de ordens de Phillip, e foram transferidos para o Corpo. Vários ex-fuzileiros permaneceram, tornando-se colonos. Os últimos fuzileiros a retornarem partiram em dezembro de 1972 juntamente com Phillip, no Atlantic.
O Major Francis Grose, comandante do Corpo de Nova Gales do Sul, tomou o lugar de Ross como Tenente-Governador, e virou o líder da colônia após o retorno de Phillip a Bretanha.

### Relações com a população indígena
As ordens oficiais de Phillip sobre os aborígenes era para "conciliar suas afeições" e "viver com amizade e gentileza com eles". Qualquer um que "sem querer os destruísse, ou realizasse qualquer interrupção desnecessária no exercício de suas diversas ocupações" deveria ser punido. O primeiro encontro entre os colonos e os eoras, um dos povos aborígenes, ocorreu em Botany Bay. Quando Phillip desembarcou, houve uma troca de presentes.  Além dos presentes, as relações entre Phillip e os oficiais com os aborígenes envolviam hilaridade, dança e demonstração do funcionamento das armas de fogo. Qualquer um que fosse pego ferindo ou matando os aborígenes sem provocação seria severamente punido.
Após os primeiros encontros, os eoras evitaram a colônia na Cova de Sydney pelo primeiro ano, mas avisaram e atacavam qualquer um que fosse para longe do assentamento. Parte dos planos iniciais de Phillip para a coexistência pacífica era persuadir alguns dos eoras, preferencialmente uma família, para viver com os ingleses para que os colonos pudessem aprender sua língua, crenças e costumes.
Ao fim do primeiro ano, já que nenhum eora veio viver na colônia, Phillip adotou uma estratégia mais bruta e ordenou a captura de alguns guerreiros. O homem capturado chamava-se Arabanoo, do qual Phillip e os oficiais começaram a aprender sua língua e costumes. Ele morreu de varíola em abril de 1789, doença que dizimou os eoras. Phillip então ordenou que fossem enviados embarcações para a Cova Manly, onde Coleby e Bennelong foram capturados. Coleby escapou pouco tempo depois, mas Bennelong permaneceu na colônia. Antes de escapar, Bennelong e Phillip formaram um tipo de amizade.
Quatro meses após Bennelong fugir de Sydney, Phillip foi convidado para um banquete de baleia em Manly. Bennelong o recebeu de maneira amigável e jovial. De repente, Phillip foi cercado por guerreiros e acertado no ombro com uma lança por um homem chamado Willemering, msa ordenou que seus homens não retaliassem. A decisão de Phillip talvez tenha sido porque o ato foi possivelmente uma retaliação pelo sequestro. As relações amigáveis foram reestabelecidas, e Bennelong até mesmo retornou para Sydney com sua família.
Mesmo que os ingleses tivessem relações amigáveis com os aborígenes na região da Cova de Sydney, O mesmo não podia ser dito dos habitantes de Botany Bay, que mataram e feriram 17 colonos. De acordo com Watkin Tench, Phillip despachou ordens para "matar dez... [e] cortar a cabeça dos mortos... para criar terror universal, que pode servir para previnir ainda mais danos". Foram realizadas duas expedições lideradas por Tench, mas ninguém foi detido.
Em 11 de dezembro de 1792, quando Phillip retornou à Bretanha, Bennelong e um aborígene chamado Yemmerrawanne viajaram com ele a bordo do Atlantic.

## Vida póstuma e morte
Charlott, a esposa distante de Phillip, morreu em 3 de agosto de 1792, sendo enterrada no adro de Beuno, Llanycil, Bala, Merionethshire. Phillip, que na época residia em Marylebone, casou-se com Isabella Whitehead, de Bath, na Igreja Anglicana de Marylebone em 8 de maio de 1794.
Sua saúde voltou e Phillip foi recomissionado para o comando da HMS Alexander, de 74 canhões, como parte da frota do Canal. Em outubro, foi transferido para o HMS Swiftsure, de 74 canhões. Em setembro de 1797, Phillip foi transferido novamente para o HMS Blenheim, de 90 canhões, permanecendo no cargo até dezembro. Entre 1798–99, Phillip comandou as Cercas Marítimas de Hampshire. Em seguida, foi nomeado como inspetor do Recrutamento Forçado, cargo no qual ele e um secretário visitaram os postos avançados da Grã-Bretanha para relatar seus pontos fortes.
Foi nomeado Contra-Almirante do Azul em 1 de janeiro de 1801. Phillip aposentou-se do serviço ativo na marinha em 1805, sendo promovido para Vice-Almirante em 13 de dezembro de 1806 e Almirante em 4 de junho de 1814.
Phillip teve um AVC em 1808, que o deixou parciamente paralizado. Morreu em 31 de agosto de 1814 em sua residência, rua Bennet n.º 19. Foi enterrado na Igreja de São Nicolau, em Bathampton. Seu testamento foi transcrito e encontra-se online. Esquecida por muitos anos, sua sepultura foi encontrada em 1897 por uma jovem que estava limpando a igreja e encontrou seu nome após levantar a tapeçaria do chão. O historiador James Bonwick estava procurando sua localização através de registros de Bath. A Sociedade Bretanha–Austrália mantém um serviço anual de memória na igreja próximo ao aniversário de Phillip.
Em 2007, Geoffrey Robertson afirmou que os restos mortais de Phillip não se encontravam mais na igreja, pois teriam sido perdidos. "O Capitão Arthur Phillip não se encontra no local indicado pela lápide: ele pode estar enterrado no lado de fora, ou pode ser simplesmente que ele esteja perdido. Mas ele não se encontra aonde os australianos foram levados a acreditar que ele estava".

## Legado

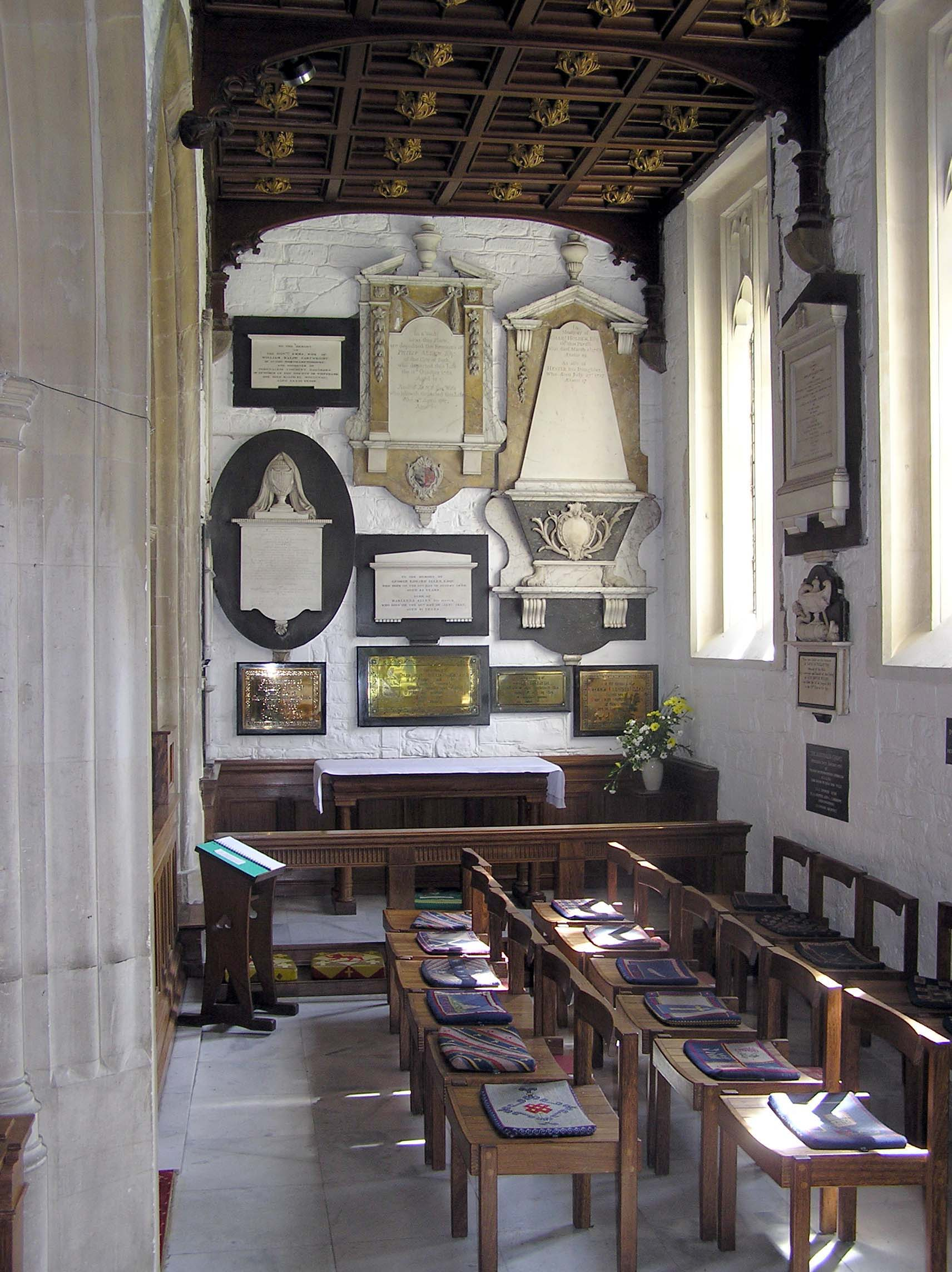
A Capela da Austrália, na Igreja de São Nicolas, Bathampton, nas proximidades de Bath, Inglaterra. O memorial ao primeiro Governador de Nova Gales do Sul, Arthur Phillip, está na parede a direita.

Diversos lugares foram batizados com o seu nome, como a Baía de Port Phillip, Ilha Phillip (Vitória),[carece de fontes?] Ilha Phillip (Ilha Norfolk), rua Phillip, localizada no Distrinto Central de Negócios de Sydney,, Divisão de Phillip (1949–1993),[carece de fontes?], subúrbio de Phillip (Camberra),[carece de fontes?], o arranha-céu Torre Governador Phillip,[carece de fontes?] a igreja de São Philip,, além de outras ruas, parques e escolas, como a Escola Secundária Arthur Phillip.[carece de fontes?].
Um monumento em homenagem ao Phillip foi inaugurado na Abadia de Bath em 1937. Outro monumento foi inaugurado em São Mildred, Rua Bread, Londres, em 1932. Esta igreja foi destruida na Blitz de 1940, mas os principais elementos do monumento foram reerguidos ao oeste da rua Watling, perto da Catedral de São Paulo, em 1968. Outro busto e memorial foi erguido em uma igreja próxima, a Santa Maria-le-Bow. Há uma estátua sua no Jardim Botânico Real, em Sydney. Seus retratos, por Francis Wheatley, estão expostos na Galeria Nacional de Retratos, Londres, e na Biblioteca Mitchell, da Biblioteca Estadual de Nova Gales do Sul, Sydney.
Percival Serle escreveu sobre Phillip no Dicionário de Biografias Australianas:

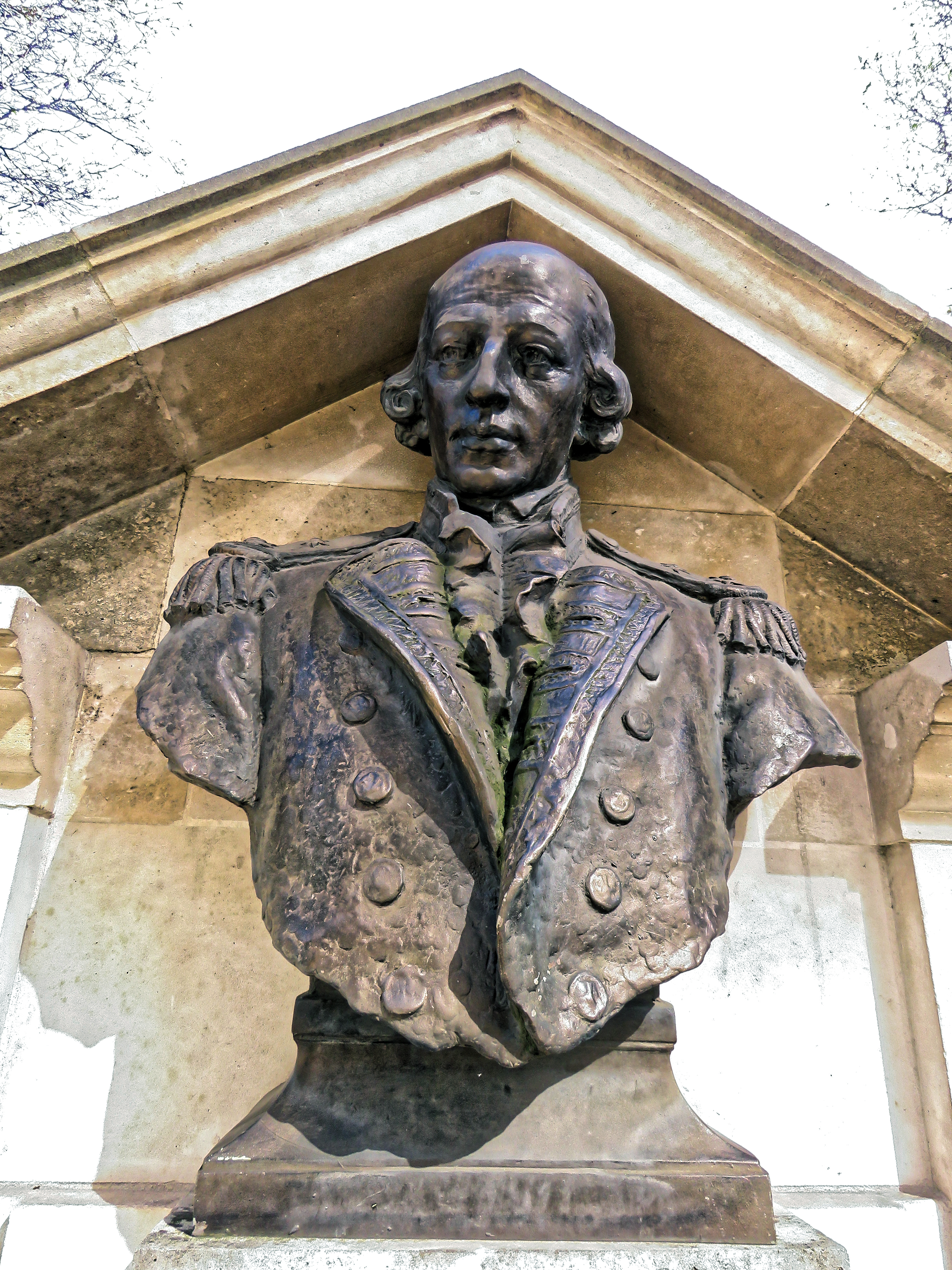
O busto do Almirante Arthur Phillip na Cidade de Londres.

| “ | De mente firme, modesto, sem ser egocêntrico, Phillip tinha imaginação o suficiente para conceber como a colônia seria, e tinha o senso comum e o bom senso para perceber o que no momento era possível e conveniente. Enquanto quase todos estavam reclamando, ele não reclamava, quando todos temiam um desastre, ele conseguia continuar com seu trabalho. Ele foi enviado para criar uma colônia de condenados, mas criou a fundação de um grande domínio. | ” |

### Aniversário de 200 anos
Como parte de uma série de eventos no bicentenário de sua morte, um memorial foi dedicado a ele na Abadia de Westminster em 9 de julho de 2014. Durante a cerimônia, o Deão de Westminster, o Muito Reverendo Dr. John Hall, descreveu Phillip da seguinte maneira: "Este marinheiro modesto, porém um dos melhores do mundo, linguista e patriota, cujo serviço altruísta lançou as bases seguras que se tornaram a Commonwealth da Austrália, sempre será lembrado e honrado juntamente com outros pioneiros e inventores aqui na nave: David Livingstone, Thomas Cochrane e Isaac Newton". Um memorial similar foi inaugurado pela então  Governadora de Nova Gales do Sul, Marie Bashir, na Igreja de São Tiago, Sydney, em 31 de agosto de 2014. Um busto de bronze foi instalado no Museu de Sydney, e foi realizado um simpósio que durou o dia inteiro sobre suas contribuições para a fundação da Austrália moderna.

## Cultura popular
Phillip foi interpretado por uma série de atores em filmes e programas de televisão, incluindo:
- Sir Cedric Hardwicke em Botany Bay (1953)[99]
- Edward Hepple em The Hungry Ones (1963)
- Wynn Roberts em Prelude to Harvest (1963)
- Peter Collingwood em The Timeless Land (1980)
- Sam Neill em The Incredible Journey of Mary Bryant (2005)[100]
- David Wenham em Banished (2015)[101]
- Barry Lee-Pearce em The Australian Wars (2022)

Ele é um personagem proeminente na peça de Timberlake Wertenbaker, Our Country's Good, onde comissionou o tenente Ralph Clark para produzir a peça The Recruiting Officer.
Sua vida também foi dramatizada no rádio, em:
- The Watch on the Headland (1940)
- I'll Meet You in Botany Bay (1945)